# Протопопівка (Ізюмський район)
Протопо́півка — село в Україні, в Ізюмському районі (до 2020 року в Балаклійському районі) Харківської області. З 2020 року увійшло до Балаклійської міської територіальної громади. Населення становить 1253 осіб. До 2020 орган місцевого самоврядування — Протопопівська сільська рада.

## Географія
Село Протопопівка розташоване на березі річки Сіверський Донець, через яку є поромна переправа (за деякими даними не працює). Нижче за течією лежить село Завгороднє. Навколо села багато озер. Село ділиться на дві частини Яром Плоским Водяним, по дну якого протікає пересихаючий струмок.
На відстані 1 км проходить автомобільна дорога Т 2121.

## Історія
Село постраждало внаслідок геноциду українського народу, проведеного урядом СССР в 1932—1933 роках, кількість встановлених жертв у Завгородньому, Петровському, Бересті, Протопопівці — 586 людей (за іншими даними — щонайменше 984 осіб).
12 червня 2020 року, відповідно до Розпорядження Кабінету Міністрів України  № 725-р «Про визначення адміністративних центрів та затвердження територій територіальних громад Харківської області», увійшло до складу Балаклійської міської територіальної громади.
19 липня 2020 року, в результаті адміністративно-територіальної реформи та ліквідації Балаклійського району, село увійшло до складу новоутвореного Ізюмського району.

## Пам'ятки природи
- Геологічний заказник місцевого значення «Протопопівський». Рідкісні для Харківської області відкладення верхньоюрських порід. Площа 14,6 га.
- Біля сіл Петровське, Завгороднє, Протопопівка розташований регіональний ландшафтний парк «Ізюмська лука». Площа 256 га.